# フランク・ホレス・ヴィゼテリー
フランク・ホレス・ヴィゼテリー（Frank Horace Vizetelly、1864年4月2日 - 1938年）は、イングランド出身で、おもにアメリカ合衆国で活動したレキシコグラファー（辞書学者/辞典編纂者）、語源学者、編集者。

## 生涯
ヴィゼテリーは、ロンドンで、ヘンリー・ヴィゼテリーと、その2番目の妻エリザベス・アン・アンセル (Elizabeth Anne Ansell) の間のひとり息子として生まれた。アーネスト・アルフレッド・ヴィゼテリー（1853年 - 1922年）は、異母兄にあたる。フランスとイングランドで教育を受けた後、ヴィゼテリーは1882年に父の出版業に加わったが、父とその事業は、エミール・ゾラの小説を出版したことがわいせつ罪に問われたために破綻してしまった。
ヴィゼテリーは、1891年にニューヨークに移り住み、結局そのままアメリカ合衆国の市民権を得た。ヴィゼテリーを雇った出版事業者のファンク&ワグナルズは、まず、アイザック・K・ファンクの『A Standard Dictionary of the English Language』の編集スタッフに配属した。その後、ヴィゼテリーは、ファンク&ワグナルズの辞書や百科事典の編集作業に従事し、同社が出していた雑誌『The Literary Digest』に「The Lexicographer's Easy Chair」というコラムを書いた。
ヴィゼテリーは、初期のラジオ放送における標準的なアメリカ英語の発音の確立にも影響を与えたとされる。
ヴィゼテリーは、1938年に死去し、ニューヨークのウッドローン墓地に葬られた。

## 業績
ヴィゼテリーは、250点を超える書籍の編集者であった。多数の出版物は、人文学や科学など、様々な分野に及んでおり、ヴィゼテリーの多様な関心の広がりを反映している。ヴィゼテリーが一貫して関心を寄せ続けていたのは、文学と辞書に関わる主題であり、特に、英語における言葉の語源や、新語の出現を確定する作業に取り組んだ。